# أرتيوم (أذربيجان)
أرتيوم (أيضا: ارتيم-أوستروف)، هي مدينة صغيرة تقع على الساحل الغربي لجزيرة بيرالاهي، باكو، أذربيجان. بلغ عدد سكانها 14400 نسمة وذلك حسب إحصائيات سنة 1968.
أرتيوم مدينة مهمة للاقتصاد المحلي وهي ميناء للنفط والغاز. وتعاني المدينة من ارتفاع منسوب المياه في بحر قزوين والذي قد يتسبب في هجرة عدد كبير من السكان.